# Mozes (Michelangelo)

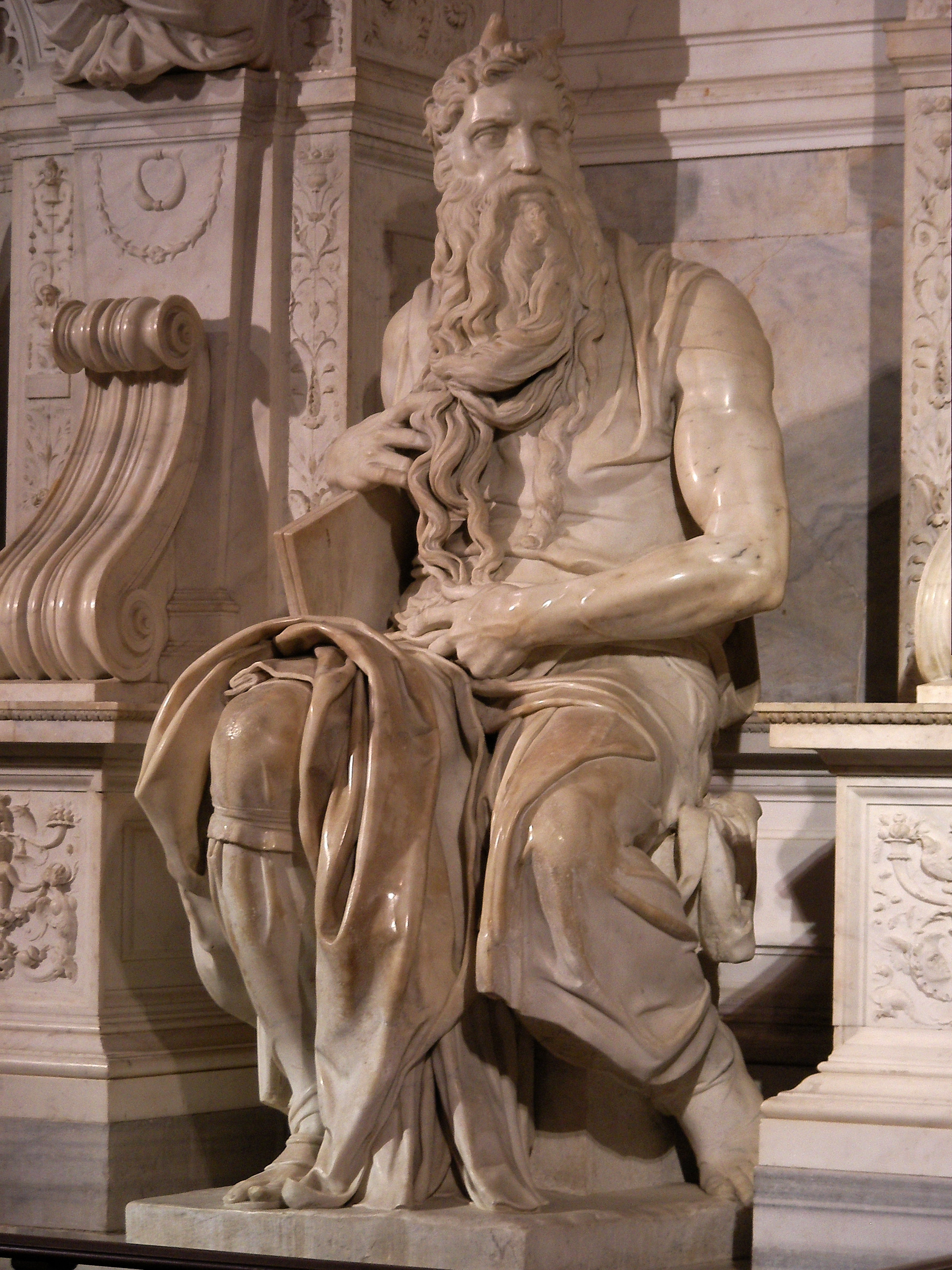
Michelangelo's Mozes.

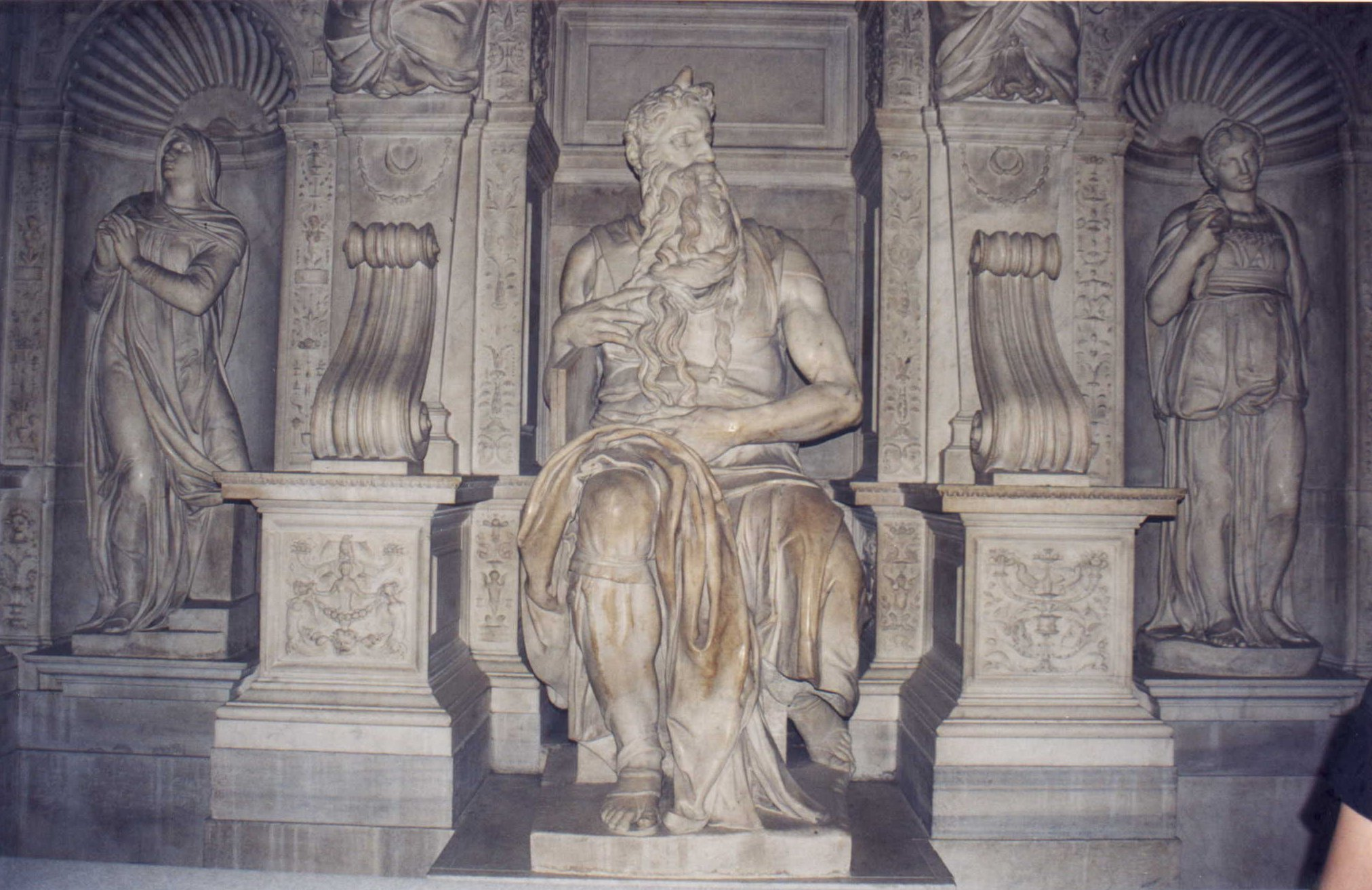
Links en rechts van Mozes zitten Rachel en Lea. Dit zijn mogelijk symbolen van de contemplatie.

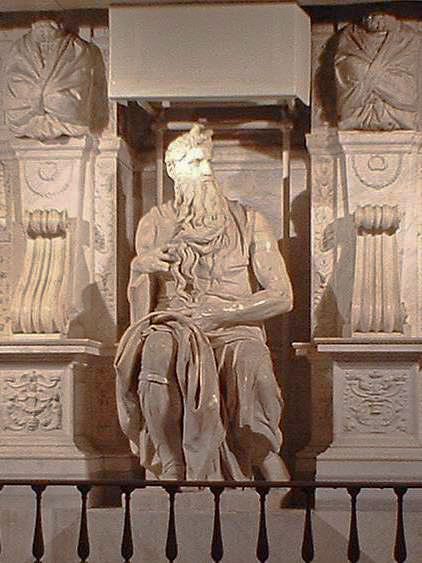
het beeld Mozes van voren.

Michelangelo's Mozes is een marmeren beeldhouwwerk dat tussen 1513 en 1516 door Michelangelo Buonarroti is gemaakt. Het is een voorstelling van de Bijbelse persoon Mozes in de basiliek San Pietro in Vincoli in Rome.
Oorspronkelijk was het beeldhouwwerk bestemd voor het graf van paus Julius II in de Sint-Pietersbasiliek, maar Mozes en de graftombe werden in plaats daarvan geplaatst in de minder belangrijke basiliek van San Pietro in Vincoli op de Esquilijn in Rome.
De familie della Rovere, waar Giuliano della Rovere (later paus Julius II) van afstamde had goede banden met deze basiliek. Ook was Giuliano kardinaal in de San Pietro in Vincoli geweest.
Het standbeeld stelt Mozes met hoorns op zijn hoofd voor. Exodus 34:29 e.v. leest namelijk letterlijk, getranscribeerd: "... ki (want) qoran (gehoornd) o'r (licht) panau (aangezicht) bedabero (tijdens-spreken-hij) ito (met Hem)". Het woord qoran moet begrepen worden als 'stralend'. De zin wordt dan, in context: "... en Mozes wist niet ... dat [de huid van] zijn gezicht stralend was [van het] spreken met Hem."
In 1998 werd begonnen met een grote restauratie van het beeld. In november 2003 waren de specialisten klaar, waarna het in januari 2004 opnieuw werd ingewijd.

## Het graf van paus Julius II
Rond 1505 gaf paus Julius II Michelangelo de opdracht om een praalgraf voor hem te ontwerpen en bouwen. De aanvankelijke ontwerpen voor het grafmonument lieten een kolossale constructie zien, die Michelangelo alle ruimte zou hebben gegeven om zijn bovenmenselijke en tragische beeldentaal te laten zien. Het vervaardigen van het graf werd echter een van de grootste teleurstellingen in het leven van de kunstenaar. Om onverklaarde redenen werd de opdracht echter naar de achtergrond verplaatst en was er steeds minder geld beschikbaar. De mogelijke oorzaak hiervoor was dat de fondsen, bedoeld voor Bramantes verbouwing van de Sint-Pietersbasiliek, op waren en er geld gehaald moest worden uit andere fondsen.
Het oorspronkelijke ontwerp van het project was een vrijstaand, op drie niveaus gebouwd graf met 48 standbeelden dat vrijstaand in de apsis van de Sint-Pietersbasiliek zou staan. Na de dood van de paus in 1513, werd het project door de opvolgers van Julius II minder belangrijk geacht en werd het stap voor stap verkleind. Het hele graf was in 1545, 32 jaar na de dood van de paus klaar. Uiteindelijk was het een eenvoudig praalgraf aan de muur geworden met minder dan één derde van de oorspronkelijk geplande beelden. Het beeld van Mozes middenin en de beelden van Lea en Rachel aan zijn zijde zijn door Michelangelo gemaakt. De andere beelden op het graf zijn gemaakt door Michelangelo's leerlingen. Een latere opdracht van paus Julius II voor het voorzien van fresco's op het plafond van de Sixtijnse Kapel in Rome, leidt tot Michelangelo's beroemdste schilderwerken. Michelangelo vervaardigde voor het graf enkele, deels niet voltooide, beelden die nu in andere steden te zien zijn. Deze werken, waaronder zijn beroemde slaven, geven een goed beeld van de oorspronkelijke plannen van Michelangelo voor het grafmonument.
De beelden van Michelangelo die aanvankelijk voor het praalgraf van Julius II gemaakt heeft zijn:
- Rebellerende Slaaf en Stervende Slaaf, tussen 1513 en 1516, nu in het Louvre, Parijs
- Jonge Slaaf, Atlas Slaaf, Bebaarde Slaaf en Ontwakende Slaaf, tussen 1520 en 1523, Galleria dell'Accademia, Florence
- Hurkende jongen, tussen 1530 en 1534, Hermitage in Sint-Petersburg
- De Overwinning, tussen 1532 en 1534, Palazzo Vecchio, Florence

## Mozes
De leider van Israël wordt in zittende houding getoond, met de Tien Geboden in zijn ene hand en met zijn andere hand aan zijn baard. Het beeld stelt een pauzerende Mozes voor, die uitrust nadat hij de 10 geboden heeft ontvangen en van de Sinaï af is gedaald. Beneden ziet hij de mensen rond het Gouden Kalf dansen en is hij woedend. Ook bij dit werk gebruikt Michelangelo een gedraaid hoofd, wat een aangezicht van woede over het beeld geeft. Het beeld van Mozes is 2,35 meter hoog.
Michelangelo heeft de beelden op het graf gedetailleerd. Bij bestudering van het beeld van Mozes zijn spierzwellingen, zwellende aders en stevig gespierde benen te zien. Een schrijver zei eens over het beeld:
Als deze titaan (Mozes) zijn voet omhoog haalt en deze weer neer laat dalen, dan zal de wereld door midden breken.
Michelangelo zelf vond dat het kunstwerk van Mozes zijn meest levensechte verwezenlijking was.
Er gaat een legende dat toen Michelangelo met de rechterknie van Mozes klaar was, hij sprak "Perché non parli?" ("Waarom praat je niet!"). Dit sprak hij terwijl hij met zijn hamer op de knie van Mozes sloeg. In het beeld is op de knie een litteken te zien waarvan verwacht wordt dat deze hierdoor is ontstaan. Volgens sommigen zou Michelangelo ook een heel klein zelfportret verwerkt hebben in een van de plukken van zijn omvangrijke baard, al is dit niet honderd procent duidelijk en wordt dit dus door anderen in twijfel getrokken.
Het beeld inspireerde een ander standbeeld van Mozes in de fontein Fontana della Aqua Felice, het eindpunt van het aquaduct Acqua Felice.
Ook heeft het beeld een verwantschap met Donatello’s Sint Jan-Baptist en met fresco's van de profeten uit de Sixtijnse kapel.